# 镇西厅
镇西厅，清朝时设置的厅。
咸丰五年（1855年）降镇西府置，治所在今新疆维吾尔自治区巴里坤哈萨克自治县。隶甘肃省。光绪十年（1884年）改隶新疆省。1913年改为镇西县。